# جوسيف فون شميت
جوسيف فون شميت (بالألمانية: Josef von Schmitt)‏ هو قاضي ألماني، ولد في 4 مارس 1838 في هوفهايم في ألمانيا، وتوفي في 16 أبريل 1907 في بامبرغ في ألمانيا.